# Centri di ferro-zolfo
Un centro ferro-zolfo (comunemente detto anche cluster ferro-zolfo) è un motivo strutturale presente in alcune metalloproteine, come la ferrodoxina o la NADH deidrogenasi e la Coenzima Q-citocromo c reduttasi della catena di trasporto di elettroni. Esistono almeno tre tipi differenti di centri ferro-zolfo.
- I centri 2Fe-2S presentano due ioni ferro con due atomi di zolfo a fare da ponte tra le molecole. I due atomi di ferro sono solitamente coordinati alla proteina attraverso gli atomi di zolfo di quattro catene laterali di cisteina. In altri casi, sono coordinati a due atomi di zolfo da cisteina e due di azoto di istidina (nel caso delle proteine ferro-zolfo di Rieske).
- I centri 4Fe-4S presentano quattro atomi di ferro con quattro di zolfo a farne da ponte. Il ferro, anche in questo caso, viene coordinato dalle catene laterali di quattro cisteine.
- I centri 3Fe-4S sono essenzialmente identici a quelli 4Fe-4S, ma presentano un atomo di ferro in meno.

I centri ferro-zolfo sono solitamente coinvolti in reazioni di ossidoriduzione (si vedano gli esempi già riportati), ma possono essere coinvolti anche in altri generi di catalisi (ad esempio per quanto riguarda l'enzima aconitasi).
L'abilità dei centri di ferro-zolfo di trasferire elettroni è oggetto di studio nell'industria dei semiconduttori, che in futuro potrebbero fare uso di queste biomolecole per rimpiazzare i tradizionali fili in rame.

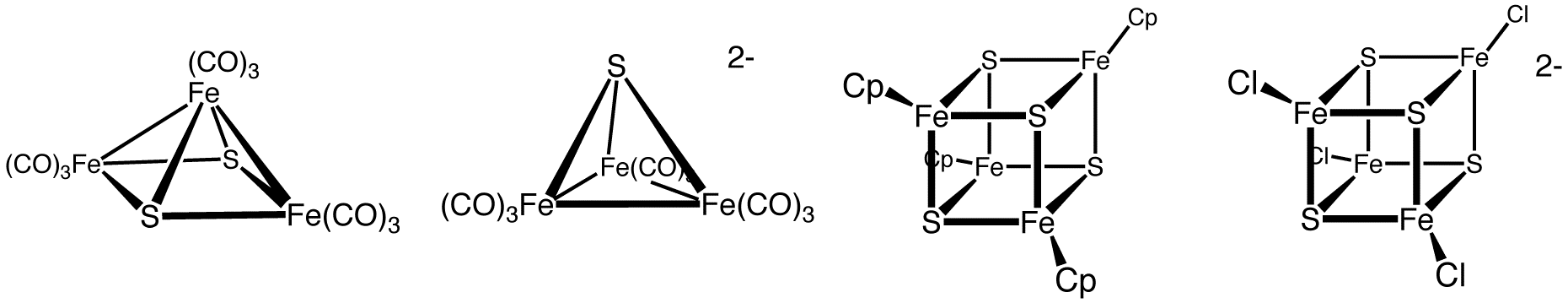
Sintesi illustrative dei centri di ferro-zolfo
Da sinistra a destra: Fe_{3}S_{2}(CO)_{9}, [Fe_{3}S(CO)_{9}]^{2−}, (C_{5}H_{5})_{4}Fe_{4}S_{4} e [Fe_{4}S_{4}Cl_{4}]^{2−}.